# Ruiz Manuel
Pour les articles homonymes, voir Manuel Ruiz et Ruiz.
Manuel Ruiz Valdivia, plus connu sous le nom de Ruiz Manuel, né le 28 septembre 1971 à Almería en Andalousie (Espagne), est un matador espagnol.

## Biographie
Issu d'une famille modeste, Ruiz Manuel estoque son premier becerro le 1er octobre 1987 aux côtés du novillero Enrique Ponce. Le 12 mars 1989, à Almería, il triomphe dans sa première novillada piquée de laquelle il sort a hombros. Le 12 septembre 1993, il se présente à Madrid aux côtés de Ricardo Ortiz. Mais c'est en France, à Beaucaire (Gard) qu'il prend son alternative le 30 juillet 1995. Il confirme à Las Ventas le 14 juin 1998 devant le taureau Listillo (559 kg) de l'élevage du marquis d'Albaserrada.
Très aimé en France et en Andalousie, où il a accumulé les triomphes aussi bien qu'en Espagne, il est à ce titre considéré par les historiens de la tauromachie comme un grand capeador et un excellent muletero. Toutefois, « comme il n'appartient pas à une grande maison, Ruiz Manuel est resté dans l'anonymat un certain temps (…) En France, on a considéré que son absence des grandes arènes était un véritable gâchis. »
Son apoderado est depuis 2009 Juan Manuel Rodríguez Velez. À l’escalafón des matadors de l’année 2011 il figurait encore à la 107e place.